# Mariano Martín
Mariano Martín Alonso, né le 20 octobre 1919 à Dueñas dans la province de Palencia et mort le 9 septembre 1998 à Cabrils dans la province de Barcelone, est un footballeur espagnol.

## Biographie

### Carrière de club
Après ses débuts avec son club junior de Peña Font à Barcelone, Martín rejoint le FC Barcelone en 1939, et s'impose comme étant l'un des meilleurs buteurs du club. Durant les neuf saisons qu'il passe au Camp Nou, il inscrit 128 buts en seulement 150 matchs, dont 32 en 23 matchs lors de la saison 1942-1943, sa quatrième au club (le Barça finit troisième), faisant de lui le Pichichi de la Liga.
Au début 1944, tandis qu'il joue un match amical avec l'équipe de Catalogne, Martín subit une blessure grave aux ligaments, dont il ne récupèrera jamais totalement. Il ne joue ensuite que 29 matchs de championnat lors de ses trois dernières années au club, pour 14 buts.
Martín arrête sa carrière en 1951, après deux ans au Gimnàstic de Tarragona et une dernière année dans son ancien club, l'UE Sant Andreu. Il habite ensuite tout le restant de sa vie en Catalogne, à Cabrils, et décède à 78 ans.

### Carrière internationale
Martín joue en tout trois fois avec l'équipe d'Espagne sur un espace de quatre ans. Il fait ses débuts internationaux le 12 avril 1942 à Milan, durant un match nul amical 1–1 contre l'Allemagne.

## Palmarès

### Équipe
- Championnat d'Espagne : 1945
- Copa del Generalísimo : 1942–43

### Individuel
- Championnat d'Espagne : Pichichi 1942–43

## Statistiques en club
| Club              | Saison            | Championnat | Championnat | Coupe  | Coupe | Autre  | Autre | Total  | Total |
| Club              | Saison            | Matchs      | Buts        | Matchs | Buts  | Matchs | Buts  | Matchs | Buts  |
| ----------------- | ----------------- | ----------- | ----------- | ------ | ----- | ------ | ----- | ------ | ----- |
| Barcelone         | 1939-40           | 3           | 0           | ?      | ?     | –      | –     | ?      | ?     |
| Barcelone         | 1940-41           | 14          | 12          | ?      | ?     | –      | –     | ?      | ?     |
| Barcelone         | 1941-42           | 23          | 17          | ?      | ?     | –      | –     | ?      | ?     |
| Barcelone         | 1942-43           | 23          | 32          | ?      | ?     | –      | –     | ?      | ?     |
| Barcelone         | 1943-44           | 20          | 24          | ?      | ?     | –      | –     | ?      | ?     |
| Barcelone         | 1944-45           | 11          | 4           | ?      | ?     | –      | –     | ?      | ?     |
| Barcelone         | 1945-46           | 15          | 9           | ?      | ?     | 1      | 0     | ?      | ?     |
| Barcelone         | 1946-47           | 3           | 1           | ?      | ?     | –      | –     | ?      | ?     |
| Barcelone         | 1947-48           | 0           | 0           | ?      | ?     | –      | –     | ?      | ?     |
| Barcelone         | Total             | 112         | 99          | ?      | ?     | 1      | 0     | ?      | ?     |
| Gimnàstic         | 1948-49           | 18          | 8           | ?      | ?     | –      | –     | ?      | ?     |
| Gimnàstic         | Total             | 18          | 8           | ?      | ?     | –      | –     | ?      | ?     |
| Total de carrière | Total de carrière | 130         | 107         | ?      | ?     | 1      | 0     | ?      | ?     |